# برند هرمان
برند هرمان (آلمانی: Bernd Herrmann؛ زادهٔ ۲۲ نوامبر ۱۹۵۱) دونده دو سرعت اهل آلمان بود.
وی در مسابقات کشوری و بین‌المللی در مجموع برندهٔ ۱ مدال طلا، ۱ مدال برنز شده‌است.